# Galvano della Volpe
Galvano della Volpe (Imola, 24 settembre 1895 – Roma, 13 luglio 1968) è stato un nobile e filosofo italiano.

## Biografia
Esponente di una nobile famiglia imolese, i conti della Volpe, alla quale appartennero anche il condottiero Taddeo della volpe (1474-1534) e il  cardinale Francesco Salesio della Volpe (1844-1916). Nacque a Imola il 24 settembre 1895 dal conte Lorenzo e da Emilia Scali, nobile di Pistoia.
Si laurea in filosofia con Rodolfo Mondolfo all'Università di Bologna, insegnando dapprima Storia e Filosofia presso il liceo bolognese "Luigi Galvani" e il liceo "Dante Alighieri" a Ravenna e dal 1939 al 1965 Storia della Filosofia ed Estetica presso l'Università di Messina.
Legato inizialmente alla tradizione gentiliana, dedica gran parte dei propri lavori giovanili e della prima maturità a questioni strettamente teoretiche e storico-filosofiche, attestandosi infine su posizioni fortemente anti-idealistiche. Approda così attraverso la rivalutazione dell'empirismo a un umanesimo positivo di ispirazione marxista, mantenendo un'impostazione fondamentalmente dialettico-materialistica in costante confronto critico e polemico soprattutto con la dialettica hegeliana e l'idealismo post-hegeliano, ma anche con le correnti positivistiche contemporanee (positivismo logico e neo-empirismo) e con l'esistenzialismo tanto laico (Heidegger) quanto religioso (Berdjaev,Marcel, e soprattutto Jaspers).
Questa svolta filosofica, testimoniata dal Discorso sull'ineguaglianza del 1943, lo conduce a un sempre maggiore interesse per i problemi della filosofia politica e dell'etica, considerati comunque in stretto rapporto con le questioni teoretiche (logiche e gnoseologiche). Non abbandona comunque i propri interessi storico-filosofici, rivolgendoli principalmente alle opere postume di Marx e alla storia dell'estetica. Tra gli scritti della maturità quello che oltre ad aver avuto più ampia diffusione rappresenta il più perspicuo esempio della capacità dell'autore di muoversi con piena consapevolezza critica tra i piani teoretico, storico e politico è senz'altro il saggio Rousseau e Marx. Per della Volpe il concetto di libertà implicitamente contenuto nel pensiero marxiano è perfettamente integrabile con quello esplicitamente formulato da Rousseau, il quale quindi non sarebbe da considerarsi né tra i teorici della rivoluzione borghese né tra i nostalgici di una società parcellizzata in piccolissime unità politiche cittadine, ma tra i più attuali preconizzatori della società senza classi o egualitaria.
Un altro dei punti nodali del pensiero di della Volpe è il tentativo di elaborare una teoria estetica rigorosamente materialistica. Egli sottolinea il ruolo delle caratteristiche strutturali e del processo sociale di produzione delle opere d'arte nella formazione del giudizio estetico e in forte polemica con la dottrina crociana dell'intuizione, da lui considerata in continuità con la tradizione romantica e misticheggiante dell'Ottocento, elabora il concetto di gusto come principale fonte del giudizio estetico stesso. In complesso la sua opera presenta nell'ambito del marxismo e della cultura filosofica italiani una posizione originale e controcorrente, ripresa negli anni sessanta dal più noto dei suoi allievi, ovvero Lucio Colletti.

## Opere
- L'idealismo dell'atto e il problema delle categorie, Bologna, Zanichelli, 1924.
- Le origini e la formazione della dialettica hegeliana, I, Hegel romantico e mistico (1793-1800), Firenze, Le Monnier, 1929.
- Il misticismo speculativo di maestro Eckhart nei suoi rapporti storici, Bologna, Cappelli, 1930.
- La filosofia dell'esperienza di David Hume, 2 voll., Firenze, Sansoni, 1933-1935.
- Fondamenti di una filosofia dell'espressione, Bologna, Meridiani, 1936.
- Il principio di contraddizione e il concetto di sostanza prima in Aristotele. Contributo a una critica dei pensieri logici, Bologna, Azzoguidi, 1938.
- Crisi dell'estetica romantica, Messina, D'Anna, 1941.
- Critica dei principi logici, Messina, D'Anna, 1942.
- Discorso sull'ineguaglianza. Con due saggi sull'etica dell'esistenzialismo, Roma, Ciuni, 1943.
- La teoria marxista dell'emancipazione umana. Saggio sulla trasmutazione marxista dei valori, Messina, Ferrara, 1945.
- La libertà comunista. Saggio di una critica della ragion “pura” pratica, Messina, Ferrara, 1946.
- Studi sulla dialettica mistificata, I, Marx e lo stato moderno rappresentativo, Bologna, UPEB, 1947.
- Per la teoria di un umanesimo positivo. Studi e documenti sulla dialettica materialistica, Bologna, Zuffi, 1949.
- Logica come scienza positiva, Messina-Firenze, D'Anna, 1950; 1956.
- Eckhart o della filosofia mistica, Roma, Edizioni di storia e letteratura, 1952.
- Poetica del Cinquecento. La poetica aristotelica nei commenti essenziali degli ultimi umanisti italiani con annotazioni e un saggio introduttivo, Bari, Laterza, 1954.
- Il verosimile filmico e altri scritti di Estetica, Roma, Edizioni Filmcritica, 1954; Roma, La nuova sinistra, 1971.
- Rousseau e Marx e altri saggi di critica materialistica, Roma, Editori Riuniti, 1957.
- Critica del gusto, Milano, Feltrinelli, 1960; 1964; 1966.
- Chiave della dialettica storica, Roma, Samonà e Savelli, 1964.
- Umanesimo positivo e emancipazione marxista, Milano, Sugar, 1964.
- Critica dell'ideologia contemporanea. Saggi di teoria dialettica, Roma, Editori Riuniti, 1967.
- Schizzo di una storia del gusto, Roma, Editori Riuniti, 1971.
- Opere, a cura di Ignazio Ambrogio, 6 voll., Roma, Editori Riuniti, 1972-1973.

## Ascendenza
|                                   |   |                                                            | Genitori            |  |  | Nonni |  |  | Bisnonni                         |  |  | Trisnonni                         |  |
|                                   |   |                                                            |                     |  |  |       |  |  | Gio. Battista della Volpe, conte |  |  | Gio. Francesco della Volpe, conte |  |
|                                   |   |                                                            |                     |  |  |       |  |  | Gio. Battista della Volpe, conte |  |  | Gio. Francesco della Volpe, conte |  |
|                                   |   | Giuseppa Manara dei marchesi di Ozzano, Sivizzano e Triano |                     |  |  |       |  |  | Gio. Battista della Volpe, conte |  |  |                                   |  |
| Gio. Francesco della Volpe, conte |   |                                                            |                     |  |  |       |  |  | Gio. Battista della Volpe, conte |  |  |                                   |  |
|                                   |   | Giacoma Rivari                                             | Pietro Rivari       |  |  |       |  |  |                                  |  |  |                                   |  |
|                                   |   | Giacoma Rivari                                             | Pietro Rivari       |  |  |       |  |  |                                  |  |  |                                   |  |
|                                   |   | Giacoma Rivari                                             | Annunziata Molinari |  |  |       |  |  |                                  |  |  |                                   |  |
| Lorenzo della Volpe, conte        |   | Giacoma Rivari                                             |                     |  |  |       |  |  |                                  |  |  |                                   |  |
|                                   |   | Lorenzo Neri                                               | …                   |  |  |       |  |  |                                  |  |  |                                   |  |
|                                   |   | Lorenzo Neri                                               | …                   |  |  |       |  |  |                                  |  |  |                                   |  |
|                                   |   | Lorenzo Neri                                               | …                   |  |  |       |  |  |                                  |  |  |                                   |  |
| Melania Neri                      |   | Lorenzo Neri                                               |                     |  |  |       |  |  |                                  |  |  |                                   |  |
|                                   |   | Luisa Poggi                                                | …                   |  |  |       |  |  |                                  |  |  |                                   |  |
|                                   |   | Luisa Poggi                                                | …                   |  |  |       |  |  |                                  |  |  |                                   |  |
|                                   |   | Luisa Poggi                                                | …                   |  |  |       |  |  |                                  |  |  |                                   |  |
| Galvano della Volpe, conte        |   | Luisa Poggi                                                |                     |  |  |       |  |  |                                  |  |  |                                   |  |
|                                   | … | …                                                          |                     |  |  |       |  |  |                                  |  |  |                                   |  |
|                                   | … | …                                                          |                     |  |  |       |  |  |                                  |  |  |                                   |  |
|                                   | … | …                                                          |                     |  |  |       |  |  |                                  |  |  |                                   |  |
| Tommaso Scali                     | … |                                                            |                     |  |  |       |  |  |                                  |  |  |                                   |  |
|                                   |   | …                                                          | …                   |  |  |       |  |  |                                  |  |  |                                   |  |
|                                   |   | …                                                          | …                   |  |  |       |  |  |                                  |  |  |                                   |  |
|                                   |   | …                                                          | …                   |  |  |       |  |  |                                  |  |  |                                   |  |
| Emilia Scali                      |   | …                                                          |                     |  |  |       |  |  |                                  |  |  |                                   |  |
|                                   |   | …                                                          | …                   |  |  |       |  |  |                                  |  |  |                                   |  |
|                                   |   | …                                                          | …                   |  |  |       |  |  |                                  |  |  |                                   |  |
|                                   |   | …                                                          | …                   |  |  |       |  |  |                                  |  |  |                                   |  |
| Vittoria Vivarelli Colonna        |   | …                                                          |                     |  |  |       |  |  |                                  |  |  |                                   |  |
|                                   |   | …                                                          | …                   |  |  |       |  |  |                                  |  |  |                                   |  |
|                                   |   | …                                                          | …                   |  |  |       |  |  |                                  |  |  |                                   |  |
|                                   |   | …                                                          | …                   |  |  |       |  |  |                                  |  |  |                                   |  |
|                                   |   | …                                                          |                     |  |  |       |  |  |                                  |  |  |                                   |  |